# Dieter Neubauer (Fußballspieler)
Dieter Neubauer (* 23. September 1941) ist ein ehemaliger deutscher Fußballspieler. 1963 spielte der für Dynamo Dresden in der DDR-Oberliga, der höchsten Spielklasse im DDR-Fußball. 

## Sportliche Laufbahn
Im DDR-weiten Fußballspielbetrieb tauchte Dieter Neubauer nur in zwei Spielzeiten auf. Als 20-Jähriger erschien er erstmals in der Saison 1961/62 im Kader des zweitklassigen DDR-Ligisten Dynamo Dresden. In der I. DDR-Liga bestritt er zehn der 39 Punktspiele, mit denen die DDR-Liga vom Kalenderjahr-Rhythmus wieder zum Sommer-Frühjahr-System zurückkehrte. Dynamo Dresden beendete die Saison als Aufsteiger in die DDR-Oberliga. In den Planungen für die Oberligaspielzeit 1962/63 spielte Neubauer bei Trainer Helmut Petzold keine Rolle. Erst fünf Spieltage vor Saisonende wurde Neubauer als Vertreter des verletzten Abwehrspielers Peter Wühn in der Begegnung Motor Zwickau – Dynamo Dresden (2:1) eingesetzt. Es blieb Neubauers einziges Oberligaspiel und zugleich sein letzter Einsatz im höherklassigen Fußball. 